# Totem (skała)
Totem – skała w Wąwozie Będkowickim na Wyżynie Krakowsko-Częstochowskiej. Znajduje się w granicach wsi Będkowice w województwie małopolskim, w powiecie krakowskim, w gminie Wielka Wieś. Totem to grupa skał tworząca skalną grzędę opadającą z wierzchowiny do dna Wąwozu Będkowickiego. Pomiędzy nią a położoną bardziej na południe Zjazdową Turnią znajduje się jar Cupel będący lewym odgałęzieniem Wąwozu Będkowickiego.
Totem to skała wapienna, podobnie jak wszystkie skały Doliny Będkowskiej. Jego najniższa skała to igła skalna wyglądem przypominająca słup totemowy. Na licznych skałach Doliny Będkowskiej uprawiana jest wspinaczka skalna, skała Totem nie zainteresowała jednak wspinaczy.

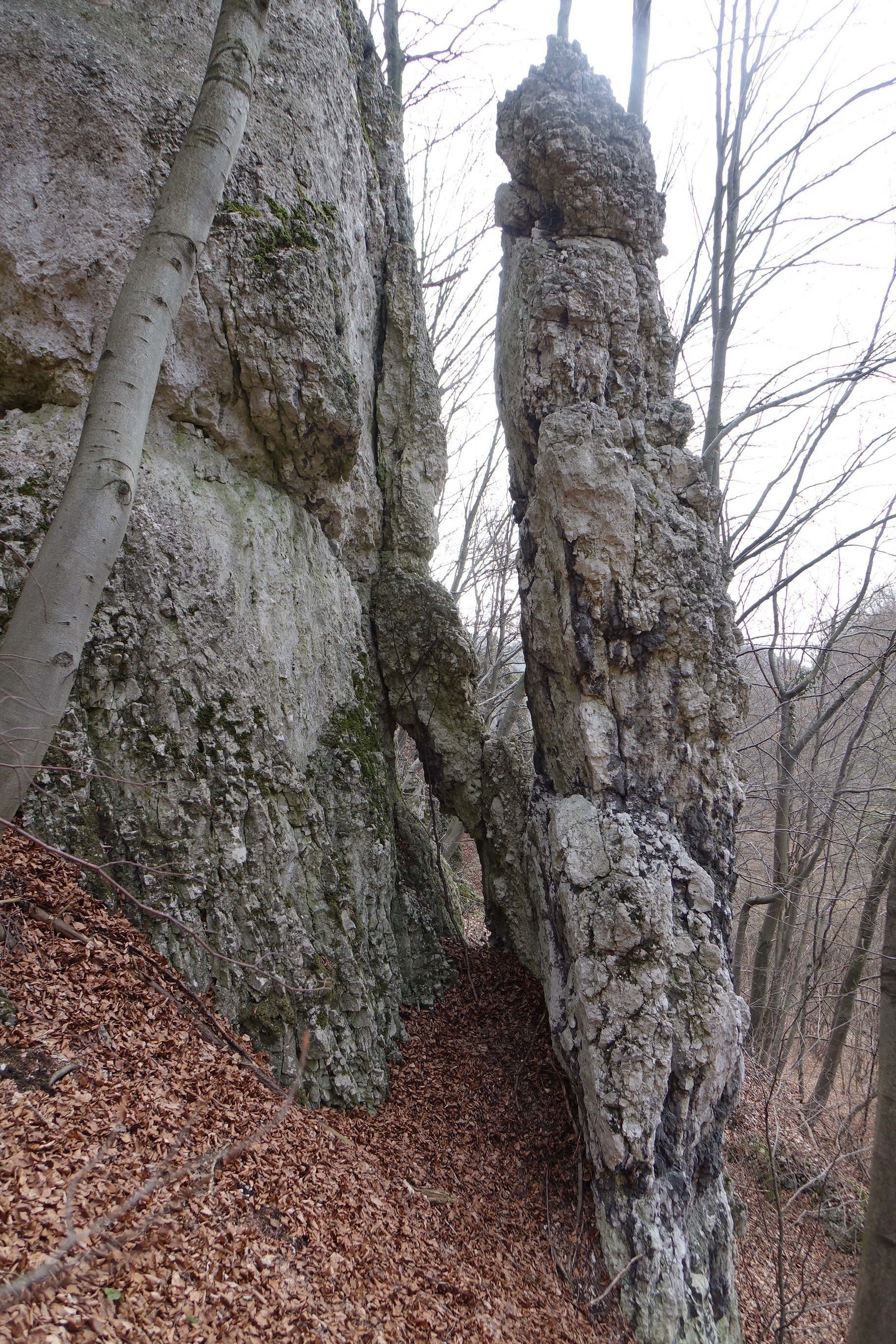
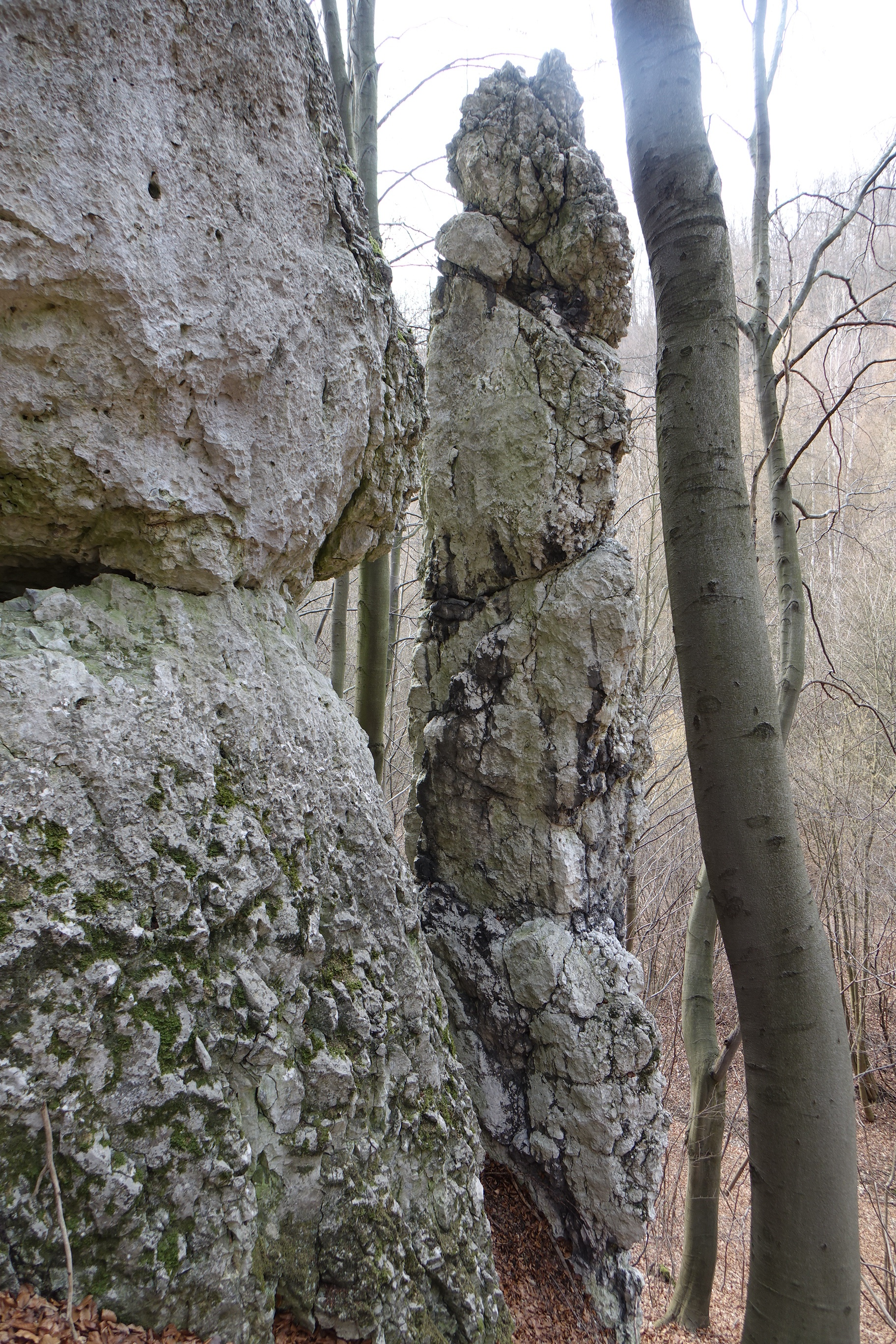
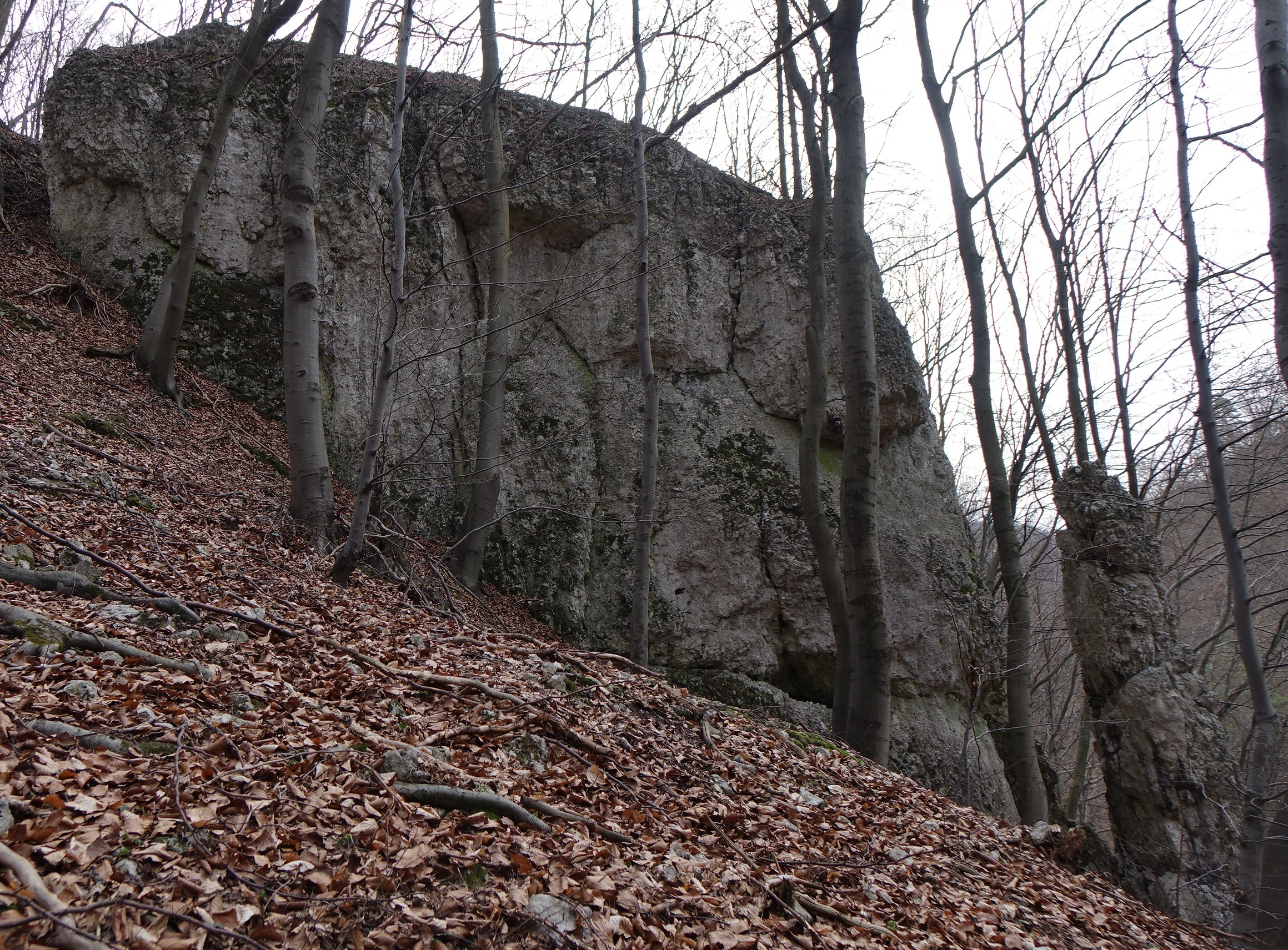
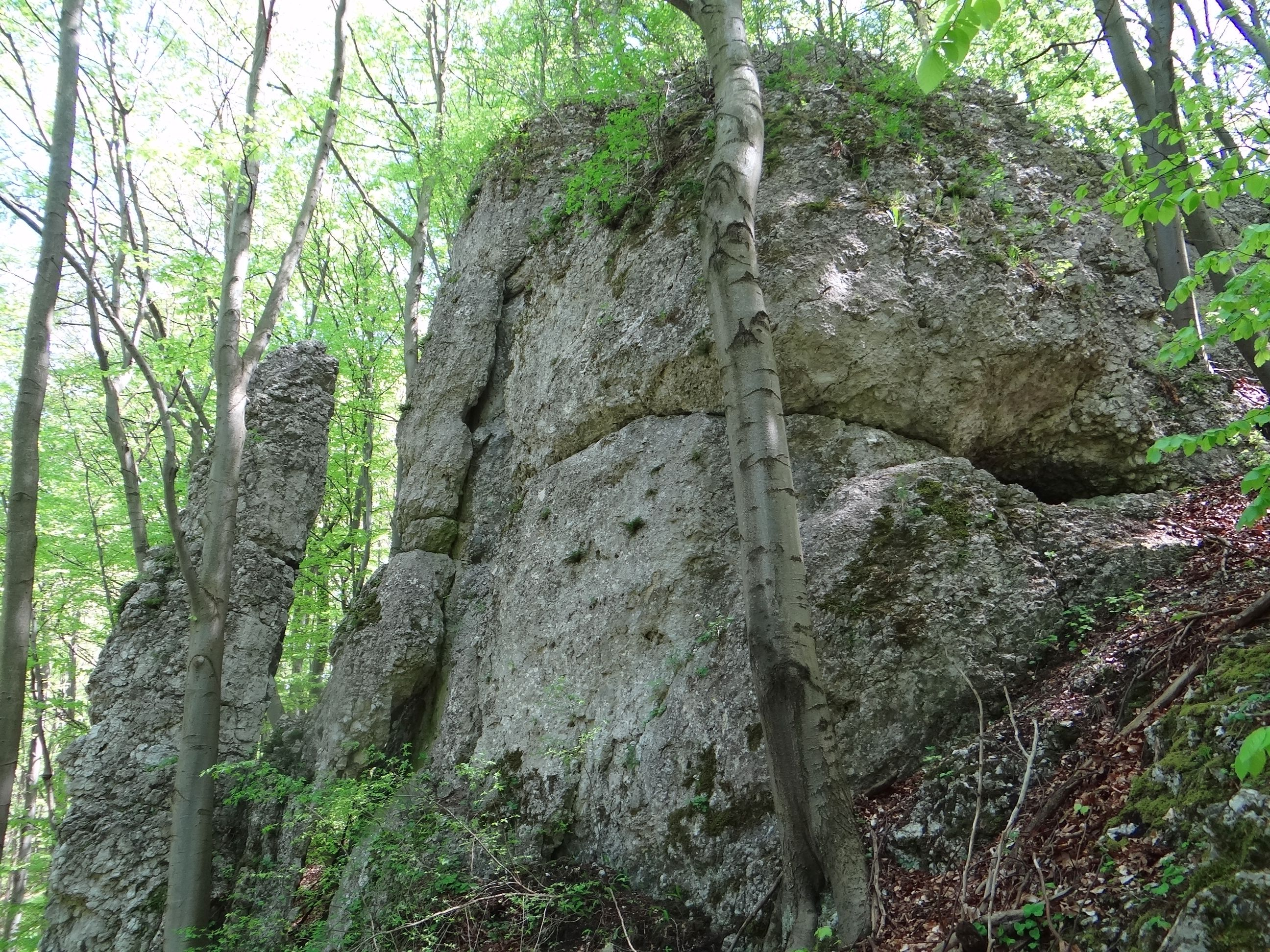

W skałach Totem znajduje się jaskinia Tunel za Iglicą w Wąwozie za Bramą Będkowską, która przebija na wylot podstawę skały powyżej skalnej igły.